# Wilmer Fuentes
Wilmer Daniel Fuentes Alvarenga (El Progreso, 21 aprile 1992) è un calciatore honduregno, centrocampista del Club Deportivo Marathón e della Nazionale honduregna.